# Mujeres solidarias
Mujeres solidarias (en francés Femmes solidaires), anteriormente Unión de mujeres francesas (UFF), es una asociación feminista francesa creada en 1945. El movimiento trabaja por la defensa y el avance de los derechos de las mujeres, la igualdad de género, el movimiento liberal y la solidaridad internacional. La UFF cambió su nombre por Mujeres Solidarias en 1998. 

## Creación e historia
Está afiliada a la Federación Internacional Democrática de Mujeres (FDIF). 
Bajo el liderazgo de Jeannette Vermeersch y Claudine Chomat, es desde la Liberación y durante los años de la guerra fría, una "organización comunista de masas". La organización participó en la oposición liderada por el Partido Comunista Francés contra la guerra de Indochina . El caso Raymonde Dien, que lleva el nombre de una joven que se interpuso en la estación de Saint-Pierre-des-Corps a la salida de un tren militar de material de guerra, es el equivalente femenino del Caso Henri Martin La organización fue acusada de actos de sabotaje contra soldados franceses. 
La organización difunde un periódico mensual, Heures Claires . 
La Unión de mujeres francesas se convirtió en Mujeres solidarias en 1998. 

## Principios y objetivos

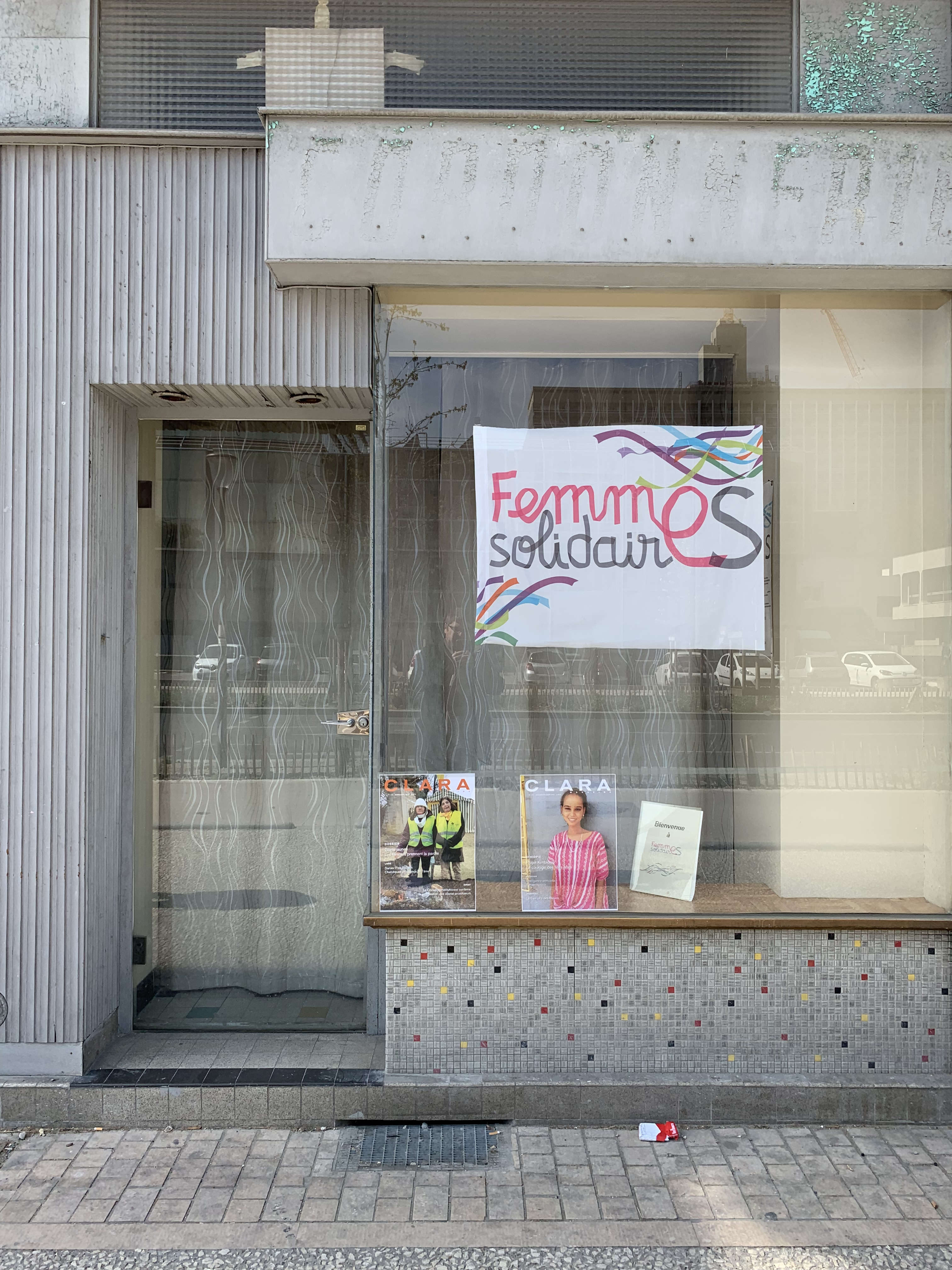
La sede de Femmes solidaires del Rhône, Rue Garibaldi en Lyon.

Mujeres solidarias (Femmes solidaires) es un movimiento feminista de educación popular nacional compuesto por más de 190 asociaciones locales, establecidas en  Francia y sus departamentos de ultramar . 
Femmes solidaires tiene estatus consultivo especial con el Consejo Económico y Social de las Naciones Unidas . La asociación también participa en campañas de solidaridad internacional y trabaja con muchas organizaciones feministas en diferentes países del mundo. 

## Personalidades miembros
- Eugénie Cotton, presidenta-fundadora
- Marie-Claude Vaillant-Couturier (fundadora), presidenta
- Yvonne Dumont (fundadora)
- Maria Rabaté (fundadora)
- Jeannette Vermeersch, vicepresidenta (1945-1974)
- Josette Dumeix
- Odette Roux
- Madeleine Vincent
- Claudine Chomat (fundadora con el nombre de Claudine Michaut)
- Marthe Chabrun
- Irène Joliot-Curie
- Pauline Ramart
- Lise London (fundadora con el nombre de Lise Ricol)
- Françoise Leclercq (fundadora, consejera municipal de  Paris en 1945)[2]
- Nicole de Barry (fondatrice)[3]
- Mathilde Gabriel-Péri
- Denise Breton, présidente (1977-1985)[4]
- Marcelle Huisman, presidenta
- Jeannette Colombel[5]